# Lagonegro
Lagonegro (Launìvere in dialetto lucano) è un comune italiano di 4 951 abitanti della provincia di Potenza in Basilicata.

## Geografia fisica

### Territorio
Il comune sorge a 666 m s.l.m. nel territorio della Valle del Noce nella parte sud-occidentale della provincia al confine con il settore sud-orientale della provincia di Salerno; vicini e ben collegati al paese sono anche i comuni della Calabria settentrionale del golfo di Policastro sul mar Tirreno. Nel suo territorio si trova il monte Sirino (2005 m s.l.m.).
La posizione geografica di Lagonegro è a metà strada tra il mare e le montagne. Di particolare importanza è l'orografia; allo studio dei monti e dei minerali si è dedicato nelle sue ricerche lo scienziato lagonegrese Giuseppe De Lorenzo. La zona è ricchissima di sorgenti e non mancano i laghetti. Il suo territorio presenta una ricca fauna e una variegata flora contraddistinta dalla consistente presenza di castagneti e faggeti.

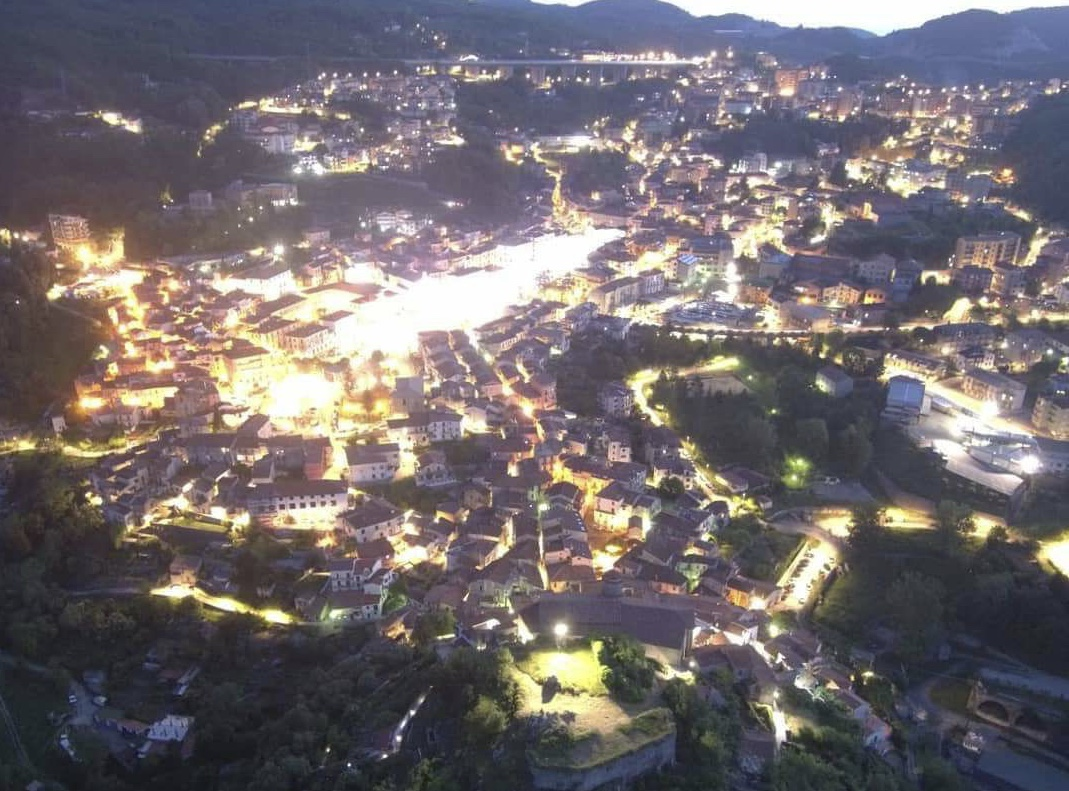
Lagonegro centro

Confina con i comuni di: Rivello (14 km), Nemoli (15 km), Casalbuono (SA) e Casaletto Spartano (SA) (20 km), Lauria (22 km), Tortorella (SA) (27 km), Moliterno (33 km) e Montesano sulla Marcellana (SA) (35 km).

### Clima
Il clima è caratterizzato da inverni rigidi e umidi e da estati mitigate dalla posizione geografica di Lagonegro, che la interpone a metà strada tra i rilievi del Sirino e il mar Tirreno.

## Origini del nome
"Di esso fu scritto: «Quem Nerulum dixere, Lagus post nomine niger | Iamdiu Lucanis, quae sibi fama Liber» (Trad."Qualcuno parlò di Nerulum, Lago con Nero nel nome. Già da tempo dei Lucani, i quali avevano la fama di essere bagnati dal lago"), ma l'esser colà l'antica Nerula fu contraddetto dai moderni topografi, e la mutazione in Lacus Liber, non fu ritenuto dagli stessi cittadini. Vuolsi invece fosse sorta all'epoca Longobarda ed il nome avesse tolto da un lago o stagno formato dal Tanagro detto pur Negro."
Alcuni topografi non credono che la moderna cittadina di Lagonegro sia effettivamente l'antica Nerulum latina, al contrario, il sito originale di Nerulum potrebbe trovarsi sotto l'odierno comune lucano di Castelluccio Inferiore. Si crede che la città prendesse il nome da un lago formatosi dal fiume Tanagro, e da lì l'insediamento longobardo prese il nome di Lagonegro.
Un'altra ipotesi sostiene, invece, che nell'antica città di Nerulum (termine di origine osca che significa fortezza), si insediarono alla fine del VI secolo d.C., i Longobardi chiamandolo "Lakar/Lagar Nerulum". Lakar/Lagar significa postazione, accampamento, luogo fortificato. Successivamente il termine longobardo si è trasformato in lacus e poi lago, mentre il termine Nerulum ha perso il precedente significato e si è mutato nel colore nero. A sostegno di questa tesi c'è l'evidenza che in svariate decine di località dove è stata attestata la presenza dei Longobardi, ed è altresì verificata l'impossibilità orografica dell'esistenza di una raccolta d'acqua (come per Lagonegro ed almeno altre 60 località nella sola Basilicata), risultano toponimi derivati da lagar/lakkar come ad esempio: Lago (CS), Lago contrada di Diamante (CS), Lago contrada di Fardella (PZ), Piano Lacco località di Francavilla in Sinni (PZ), Casteldilago (TR), Lagorano oggi Langhirano (PR) etc.

## Storia
Le origini della cittadina sono controverse, dall'ipotesi del sito fondato dai Lucani "Nerulum" alla teoria più accreditata che fa derivare il borgo da un solo insediamento romano denominato Vicus Mendicoleius; infatti appena fuori del borgo antico c'è una chiesa (detta del Rosario) sorta su un tempio pagano dedicato a Giunone. Tra VII e VIII secolo avvenne l'insediamento di monaci Basiliani di origini bizantine sulla rupe del castello con il nome di Lacus Niger/Lacus Neruli Abitata da questa comunità di monaci, con molto probabilità la chiesa di San Nicola che svetta sul borgo, risalente al IX-X secolo, è opera conseguente allo stabilirsi di tali predicatori. Fu fortificata dai Longobardi di Salerno e in seguito assegnata dai Normanni alla contea di Lauria, per poi divenire feudo di diverse famiglie. A partire dal 968, i suoi territori costituirono una delle turme del thema di Lucania.
| Feudatario                                       | Periodo     |
| ------------------------------------------------ | ----------- |
| Ruggero di Lauria                                | (1297-1305) |
| Bartolomeo di Lauria                             | (1305-1350) |
| Ilaria di Lauria e Arrigo Sanseverino            | (1350-1400) |
| Gaspare Sanseverino                              | (1400-1404) |
| Regio Demanio concesso dal re Ladislao           | (1404-1414) |
| Francesco Sanseverino                            | (1414-1427) |
| Regio Demanio concesso dalla regina Giovanna II  | (1427-1443) |
| Francesco Sanseverino                            | (1443-1455) |
| Stefano Sanseverino                              | (1455-1464) |
| Vincislao Sanseverino                            | (1464-1472) |
| Luisa e Barnaba Sanseverino                      | (1472-?)    |
| Guglielmo Sanseverino                            | (?-1497)    |
| Regio Demanio concesso dal re Federico D'Aragona | (1497-1498) |
| Gaspare Saragusio (Saragozza?)                   | (1499-1518) |
| Giovanna Saragusio (Saragozza?)                  | (1518-1518) |
| Giovan Vincenzo Carafa                           | (1518-1548) |
| Gian Giacomo Cosso                               | (1548-1551) |
| Regio Demanio                                    | dal 1551    |

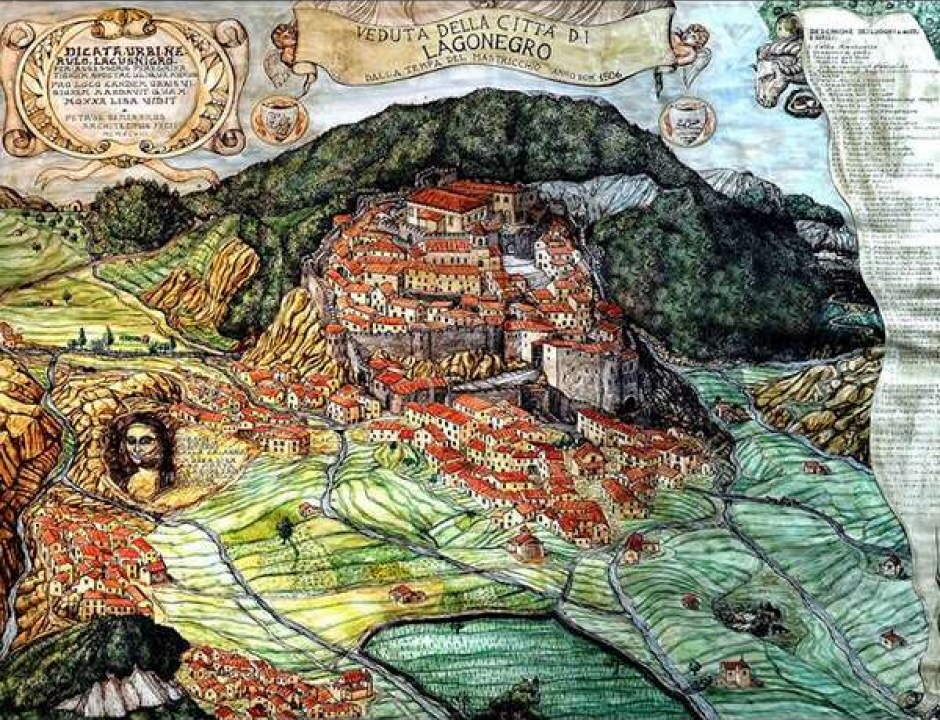
Lagonegro medievale

Nel periodo feudale, la cosiddetta "terra" di Lagonegro fece parte, della contea di Lauria. Passò successivamente nel 1463 a Vinceslao Sanseverino, dodicesimo conte di Lauria. Non avendo figli maschi ammogliò sua figlia Luisia con Barnaba Sanseverino, fratello di Roberto principe di Salerno, dandole in dote il suffeudo di Lauria consistente in Lauria, Ursomarso, Laino, Castelluccio, Trecchina e cedette le sue ragioni sopra Torturella, Cuccaro, Lagoniro, Rocca, Policastro, Rivello, Scalea e Bervicaro.
L'11 agosto 1498 il re Federico donò Lagonegro a Gaspare Saragusio, devoluta per ribellione di Guglielmo Sanseverino, la di cui figlia Giovanna la vendé poi a Vincenzo Carafa. Nel 1548 il Carafa la vendé a Giacomo Cossa col patto di retrovenderla.
Nel 1550 il Vincenzo Carafa cedé il dritto di ricomprarla per 6 000 ducati a Luigi Carafa, il quale, acquistò poi per 20 000 ducati. I cittadini però come già menzionato precedentemente dal 1551 al 1649 dopo una lunga opera legale la ricomprarono per ben due volte divenendo così città demaniale.

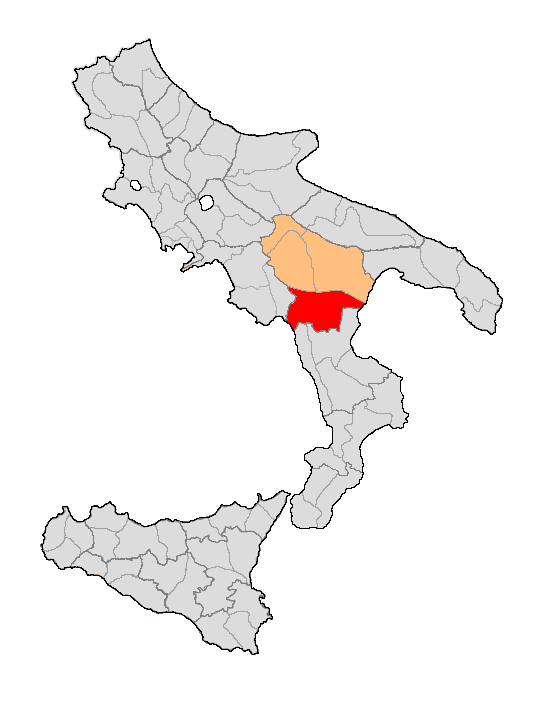
Il distretto di Lagonegro nell'allora provincia di Basilicata, nel Regno delle Due Sicilie

Nel 1551, grazie all'opera di Paolo Marsicano riuscì a liberarsi definitivamente del potere feudale, annettendosi al Demanio Regio cambiando temporaneamente il nome in Lacus Liber. In precedenza la città per tre volte era stata annessa al Demanio Regio, ma solo per brevi periodi, prima che i regnanti la cedessero a feudatari. Nel 1649, la città di Lagonegro fu messa all'asta e costretta per la seconda volta a versare una somma rilevante al fisco regio per mantenere il privilegio di città demaniale. Con precisione nel basso medioevo, il borgo è citato col suo attuale nome che pare derivi dalle scure acque di un lago appenninico situato nei dintorni e poi scomparso, oppure dal longobardo Lakar Nerulum , viene fortificato appunto nel IX-X secolo da mura e torri di cui ancora restano visibili talune tracce. Di queste opere è molto suggestiva la porta di ingresso al borgo denominata : Porta di Ferro  la cui parte in pietra è stata rifatta nel 1552, al di sopra della porta c'è lo stemma della città post-feudale: San Michele Arcangelo che uccide il drago.
Nel 1799 aderì alla Repubblica Partenopea e al Regno di Napoli e nel 1806 fu occupata dai francesi che divisero la Basilicata in 3 distretti con capoluoghi: Lagonegro, Potenza e Matera, Melfi entrò successivamente nel 1816 come quarto capoluogo con la restaurazione del Regno delle Due Sicilie da parte dei Borbone. All'epoca il distretto di Lagonegro dopo quello di Potenza era il più popoloso con 111 532 abitanti (di cui 10 599 nel capoluogo omonimo) seguito da Melfi con 89 864 e infine Matera con 88 261. Poi con l'avvento di un'ondata rivoluzionaria che scosse l'Europa qualche decennio dopo nel 1848 che toccò anche il Regno delle Due Sicilie e di conseguenza anche il distretto di Lagonegro con sommosse in tutto il regno. I cittadini temendo fame e guerre, tra il 1848 e il 1855 centinaia di famiglie lagonegresi si avventurarono espatriando nel nuovo continente americano, soprattutto in Argentina a Chacabuco, fondata insieme con i conterranei di Moliterno, Francavilla in Sinni, Senise e con i vicini campani di Sapri, con Legge Provinciale del 5 agosto 1865, con il nome di Guardia Nacional. In epoca contemporanea la città di Chacabuco conta 43 000 abitanti.

### Massoneria e monarchia

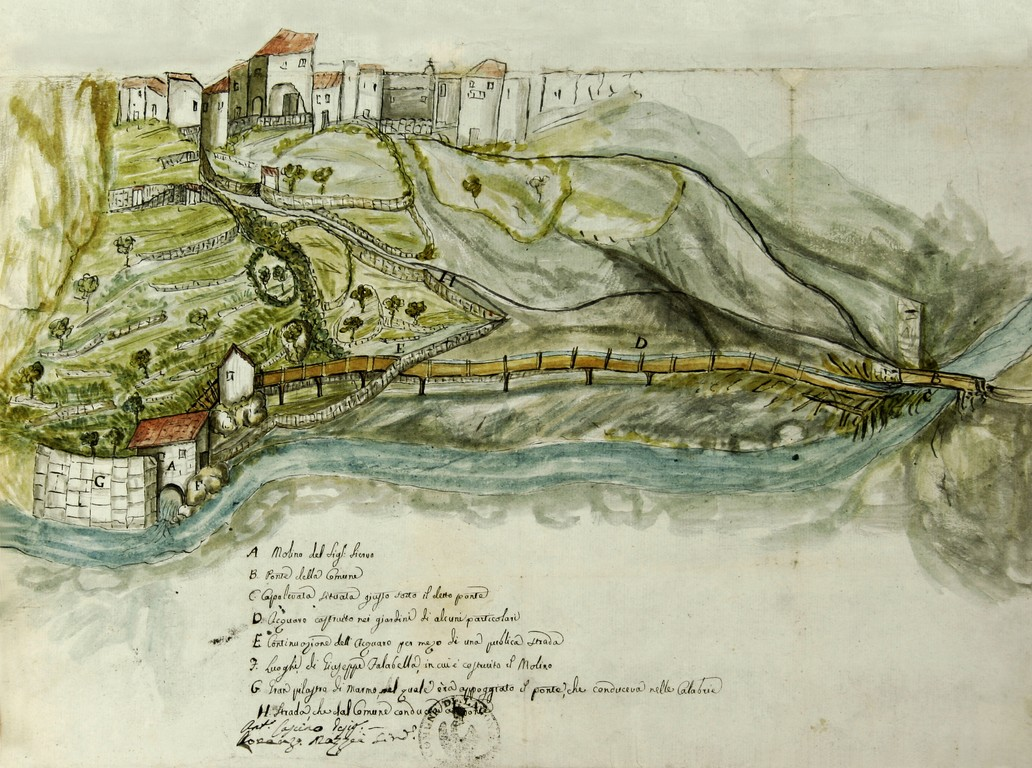
Veduta del mulino del Siervo, Lagonegro 1827

Nel 1807 sorge a Lagonegro la prima loggia massonica-carbonara (fra le primissime in Basilicata) che fu chiamata "la Filarete Lucana" è stato rinvenuto e si conserva il sigillo di quella loggia in bronzo, con i simboli della massoneria del compasso, della squadra e dei tre puntini con la denominazione in giro: "la filarete lucana o (oriente) di Lagonegro." nel 1911, essendo stata istituita una loggia massonica di rito scozzese antico ed accettato, esso ha rievocato e assunto lo stesso nome di Filarete Lucana, servendosi dello stesso suggello.
Nel 1852, soggiornò a Lagonegro re Ferdinando II delle Due Sicilie.
E più recentemente nel 1936, soggiornò a Lagonegro il principe Umberto.
Durante gli anni della seconda guerra mondiale tra il 1940 e il 1943, 37 profughi ebrei, in maggioranza provenienti dalla Polonia e dalla Germania, furono confinati in soggiorno coatto a Lagonegro. Gli internati furono tutti liberati con l'arrivo dell'esercito alleato nel settembre 1943. Alcuni di loro furono in grado di emigrare negli Stati Uniti già nel luglio 1944. Gli altri rimasero a Lagonegro o in altre località dell'Italia meridionale fino alla fine della guerra.

### Simboli
Dal 1893 Lagonegro ha adottato come proprio emblema uno smergo sorante dalle acque e mirante una stella, accompagnato dal motto: Immersus emergo, a simboleggiare l'amore per la libertà che risorge sempre anche se oppresso.
In precedenza era stato utilizzato uno scudo troncato: nel primo d'oro al S. Nicola di Bari, patrono di Lagonegro, con sacri paramenti, avente nella destra il pastorale, e nella sinistra il libro con su tre pomi, il tutto al naturale; il secondo d'azzurro, all'arcangelo Michele vestito da celeste guerriero in atto di fugare con la spada il demonio, il tutto al naturale.

### Onorificenze
Nel 1953 Lagonegro è stata insignita del titolo di città, con decorrenza nel D.P.R. del 22 aprile 1958

## Monumenti e luoghi d'interesse

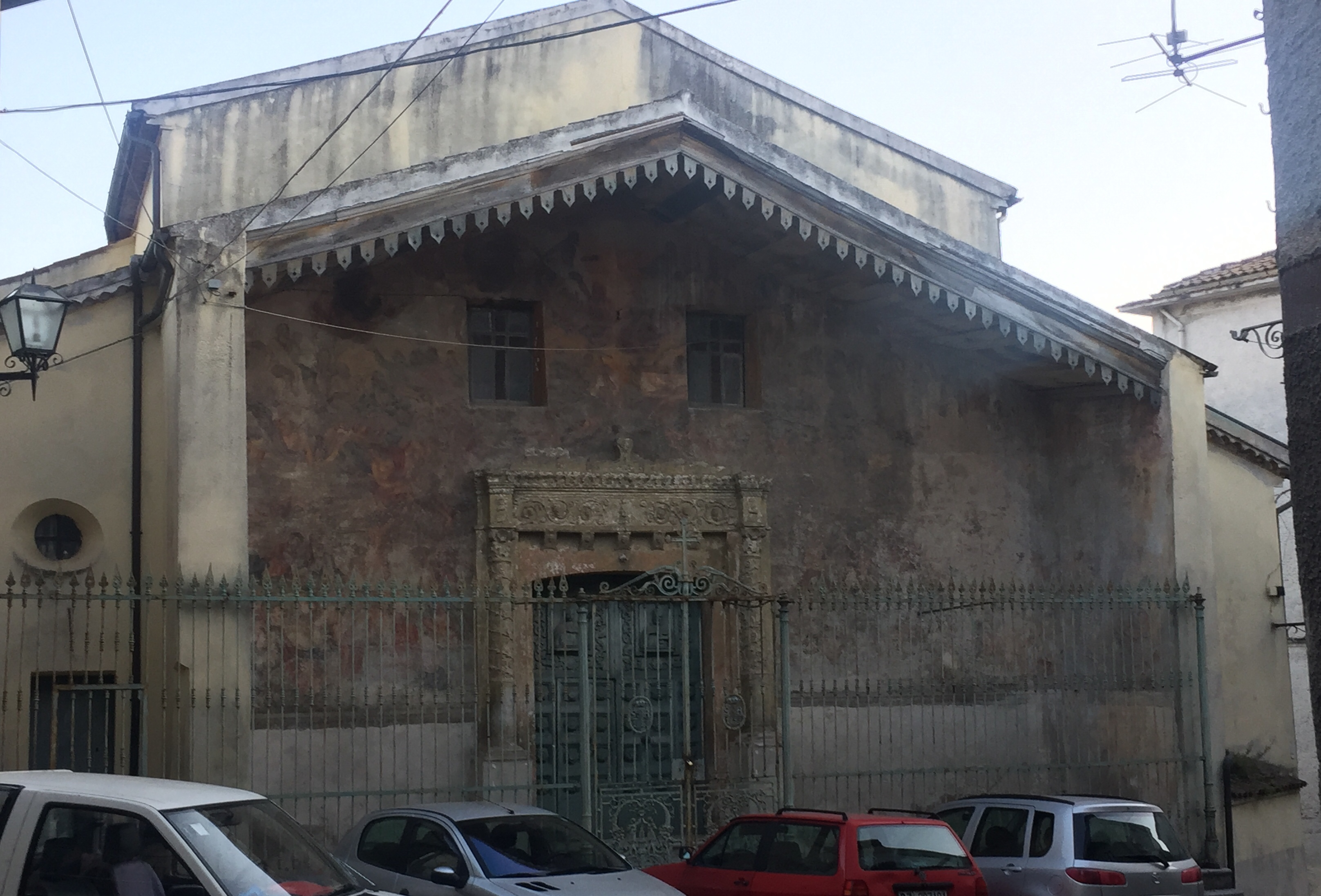
Chiesa del Rosario già Tempio della dea Giunone

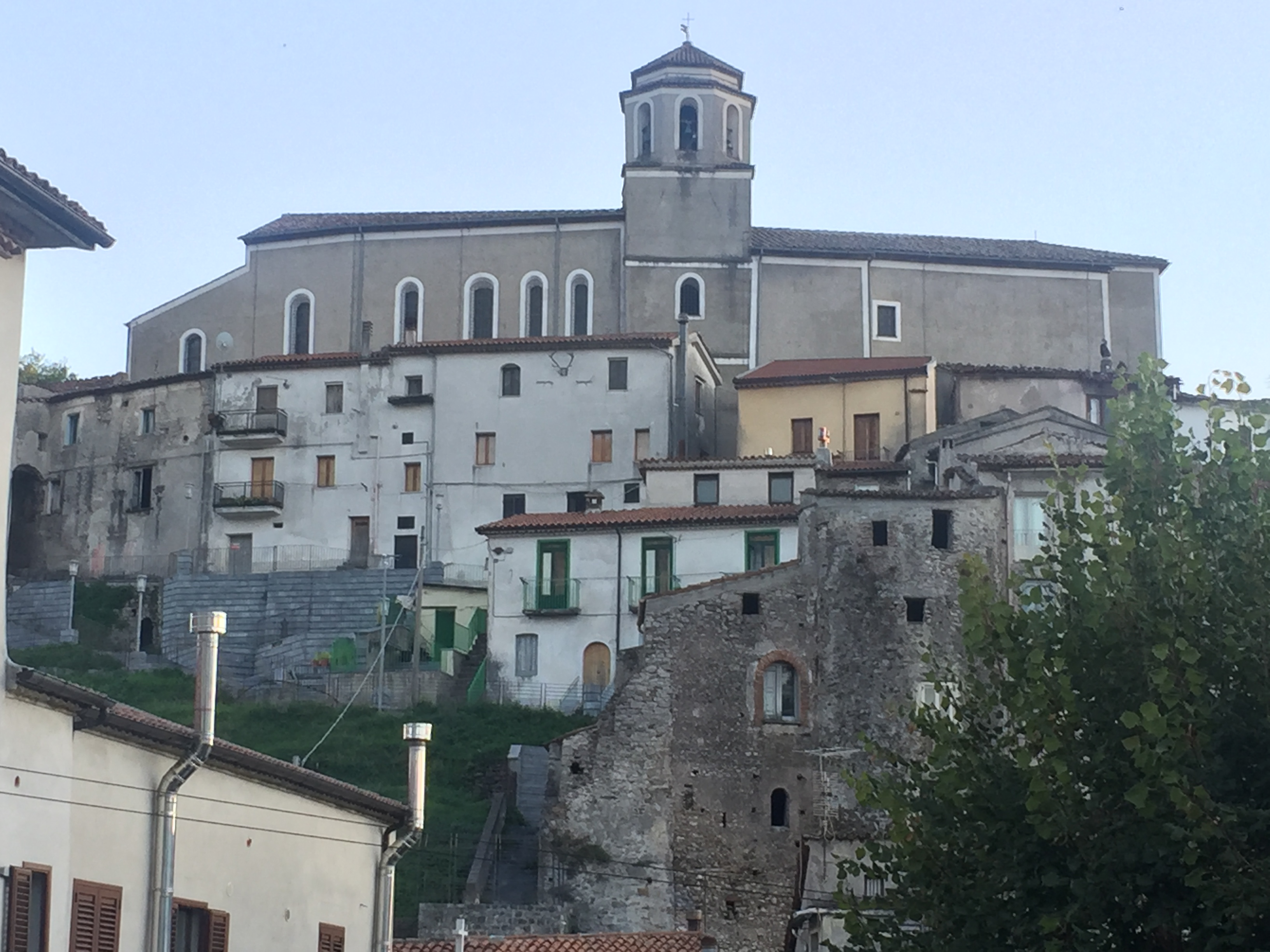
Concattedrale di San Nicola

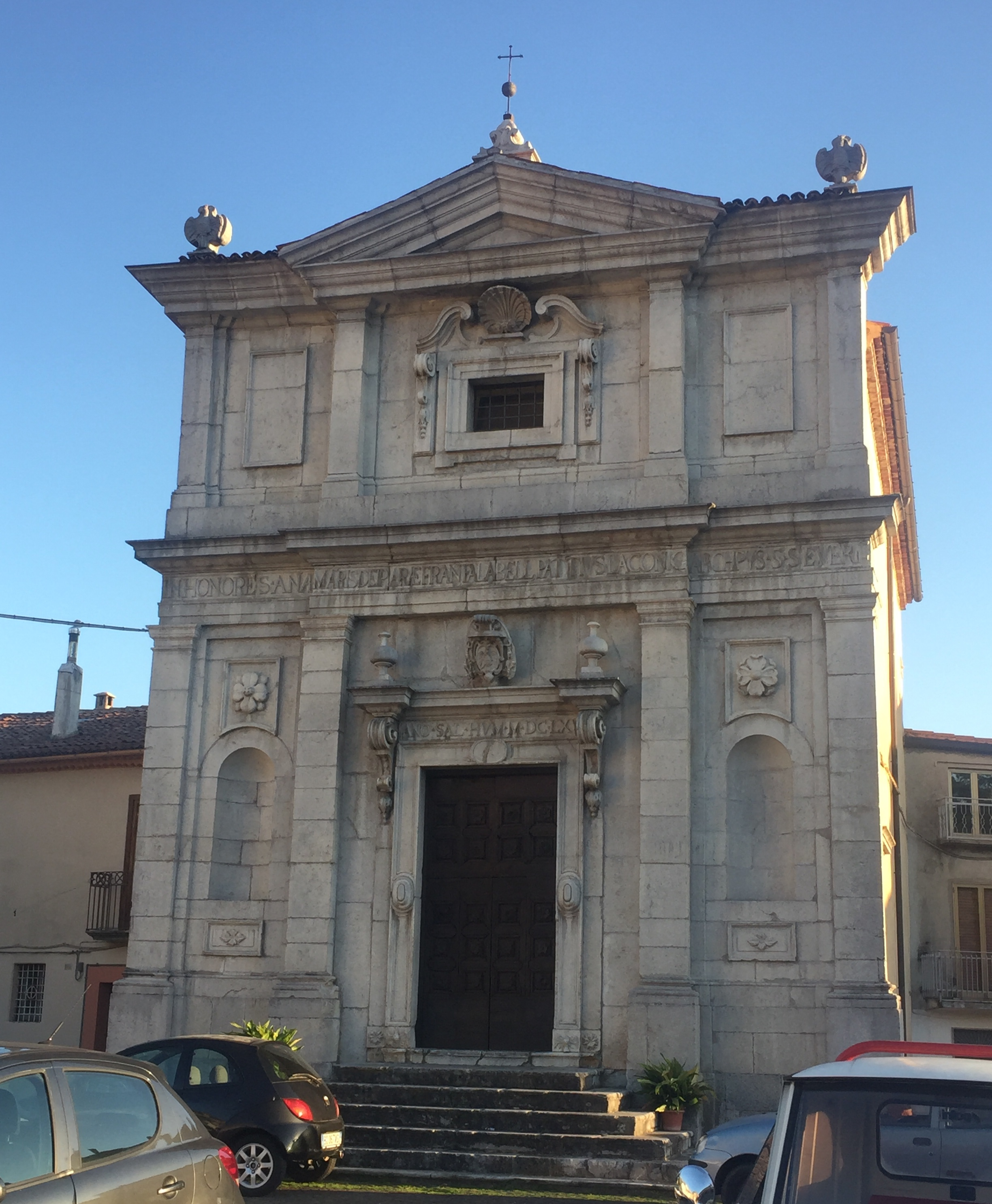
Chiesa di Sant'Anna

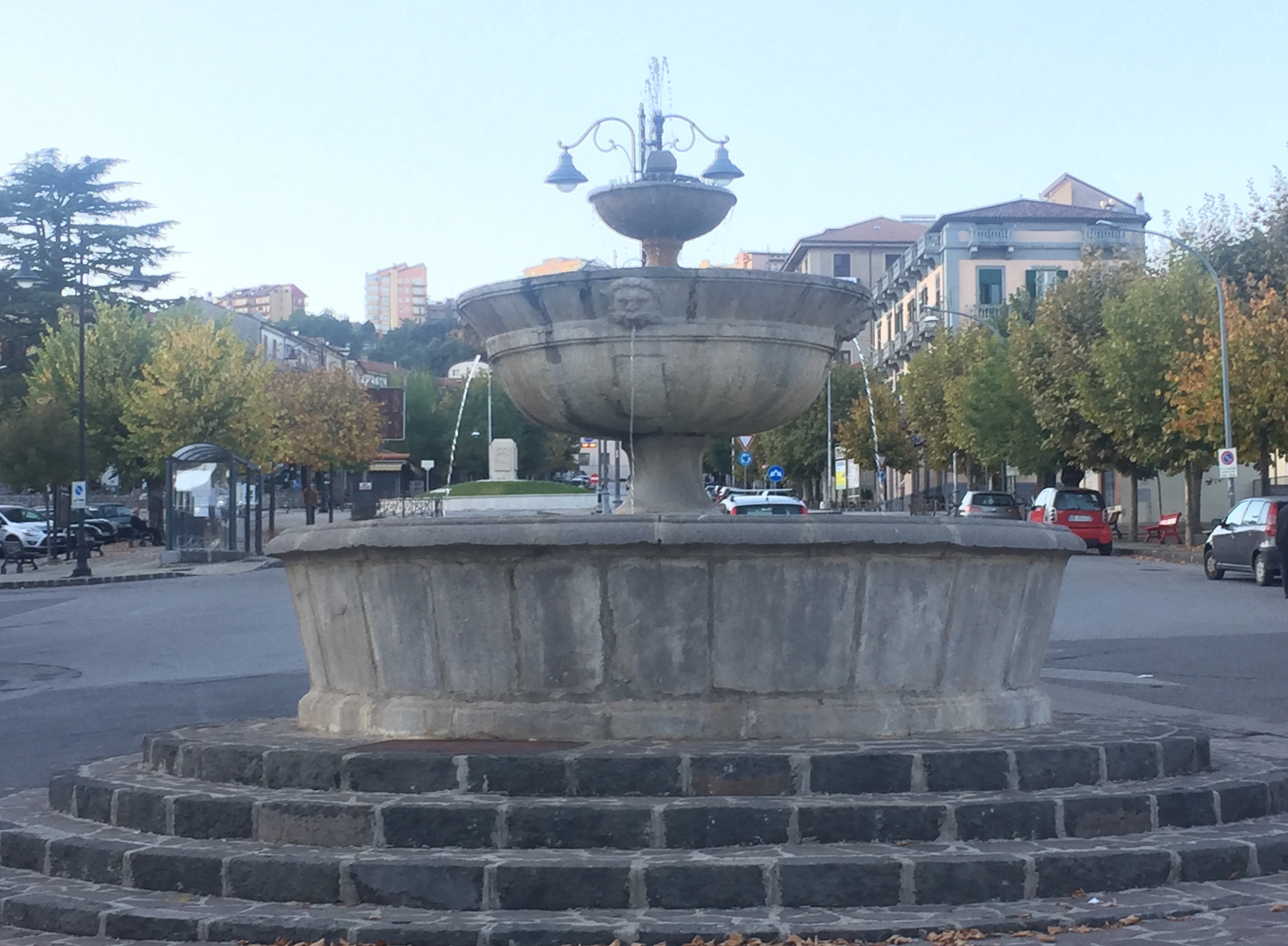
Fontana monumentale Gioacchino Murat

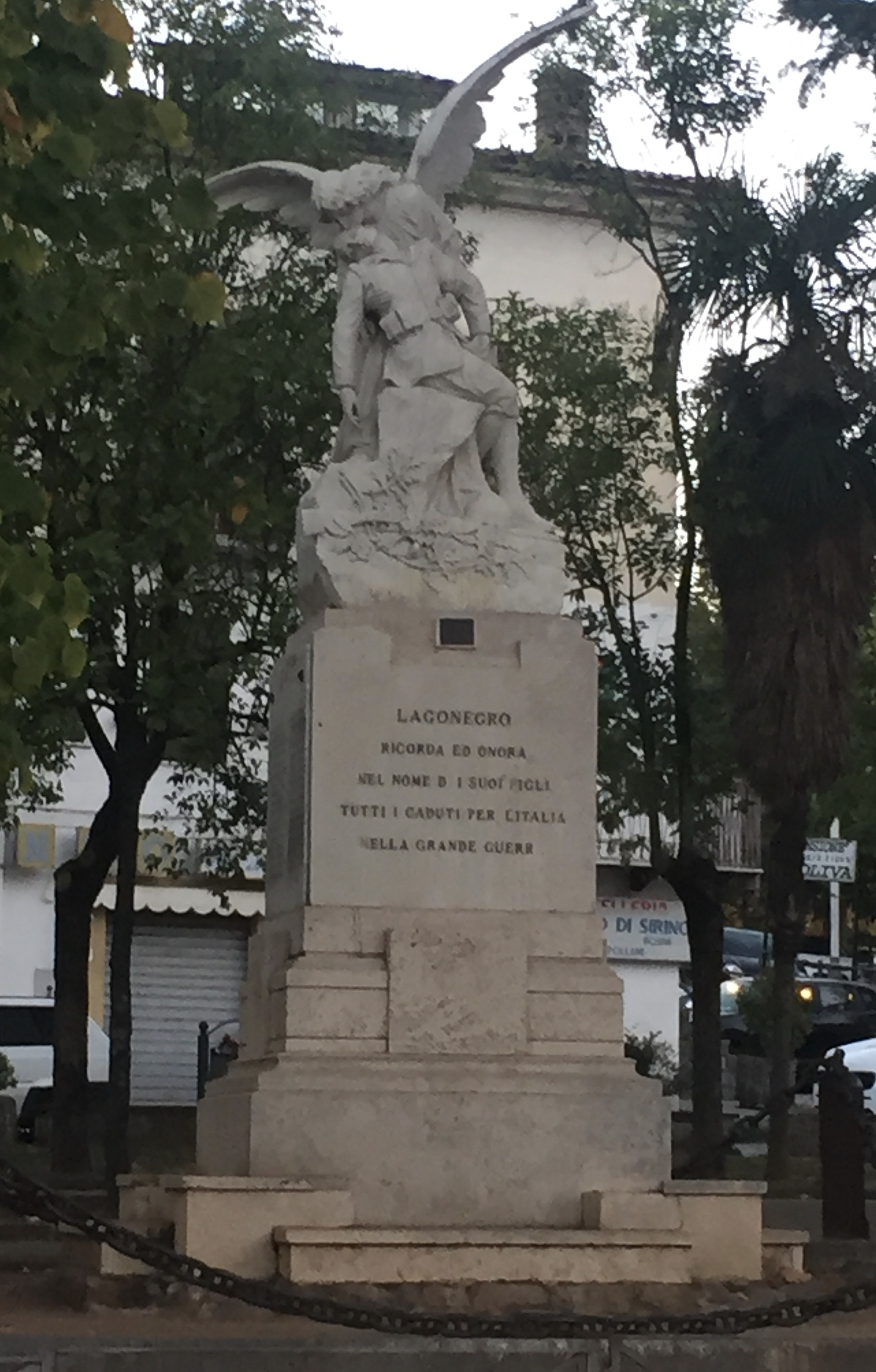
Monumento ai caduti nella grande guerra 1914-1918

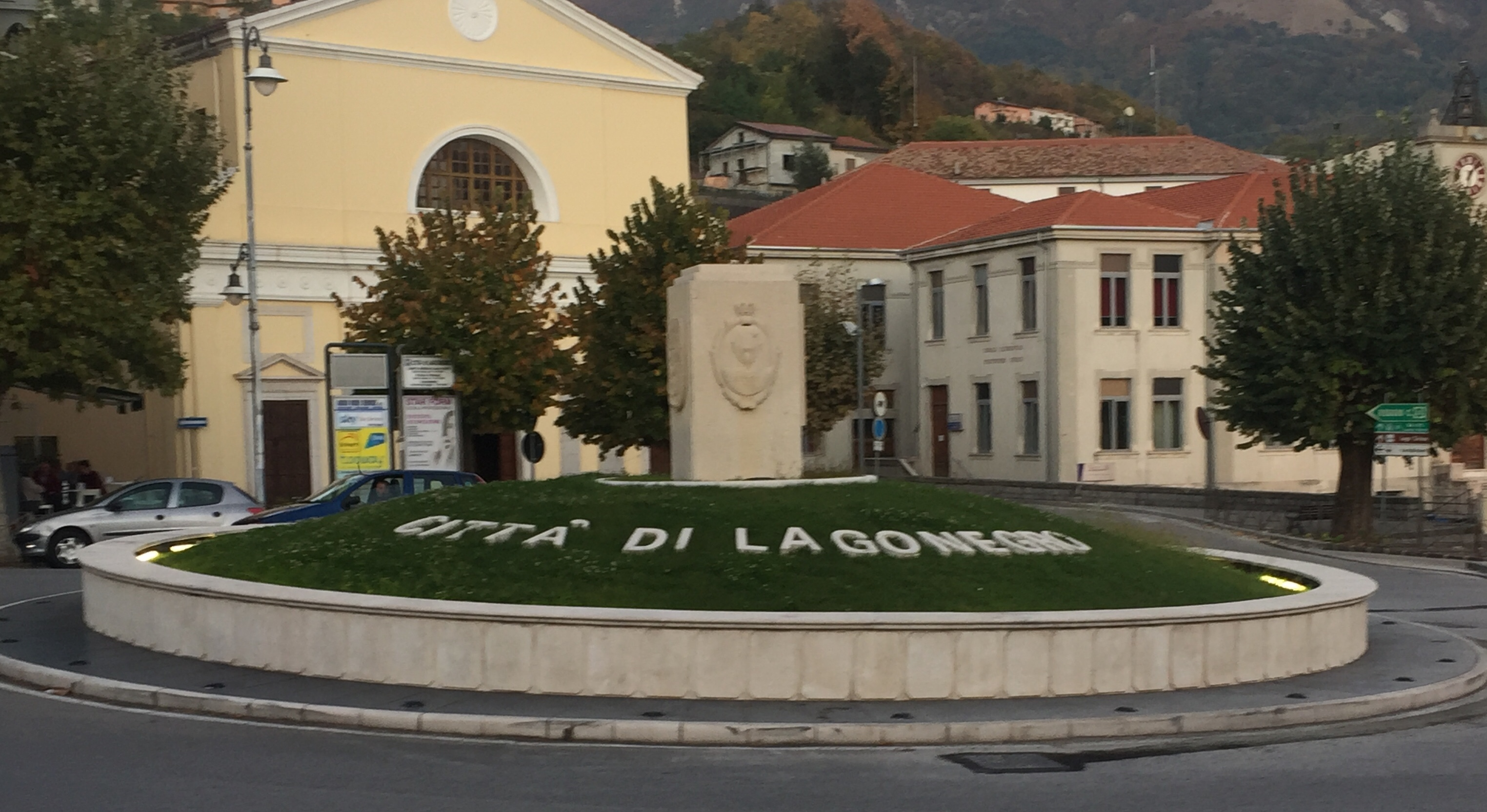
Rotonda monumentale

I più importanti monumenti ed edifici sacri dell'antichità furono i templi dedicati agli dei romani dove da ruderi in via G. Aldino in pieno centro storico sorge la chiesa "del Rosario" che prende il posto ad un tempio dedicato a Giunone, divinità romana moglie di Giove, dea del matrimonio e del parto. Nell'Evo Antico tra il IX e il X secolo si edificò nel borgo antico la prima grande costruzione cristiana, la Concattedrale di San Nicola sull'apogeo del castello, susseguita dagli eremi basiliani come Santa Maria degli Angeli. Nell'epoca rinascimentale soprattutto per la folta e potente presenza clericale e delle famiglie nobiliari a partire dal XVI secolo ci fu una diffusa costruzione di chiese e un ospedale da parte dei Cavalieri Ospitalieri, chiamati anche "Cavalieri di San Giovanni", con chiesa annessa nella parte più bassa della città intitolata a San Giovanni. Il retaggio è considerevole in rapporto ai residenti: 33 chiese poste tutte nel centro e nel borgo antico senza considerare le strutture delle frazioni e quelle moderne, tra queste spicca la chiesa dorico-barocca di Sant'Anna del XVII secolo, monumento Nazionale. In evidenza sovrasta il centro storico la citata concattedrale di San Nicola al castello, la chiesa del “Purgatorio”, la chiesa di origine templare della “Candelora”. Poi ancora del “Crocifisso”, del “Carmelo” dell'Assunta e alle opere d'arte in esse custodite. Insieme alle croci monumentali del castello e di piazza Bonaventura Picardi. Tra le opere d'arte rinascimentali “monumentali civili” più importanti e imponenti si annoverano alla lunga lista Palazzo Corrado diventata sede museale; e quelle dell'epoca napoleonica “Palazzo di città” sede comunale e la suggestiva fontana Gioacchino Murat. La fontana, in pietra di forma circolare, è composta da due vasche, una inferiore ed una superiore, con vari mascheroni e zampilli. L'opera fu fatta costruire alla fine del 1812 con incisioni in latino sulla vasca inferiore: “IOACHINI NAPOLEONIS A.D MDCCCXIII”; e vasca superiore: A.D. 1813, per approvvigionamento delle truppe napoleoniche alloggiante in città e in località Fortino, frazione di Lagonegro. Originariamente collocata al centro di viale Roma fu poi traslocata successivamente in piazza Trento e Trieste, successivamente ribattezzata piazza Bonaventura Picardi in onore al senatore, più volte sottosegretario all'Industria, al Commercio e al Tesoro della Repubblica italiana. Non meno importanti e degne di nota le antiche fontane del “Canterano" con tre mascheroni con lapide suffissa, quella del “Rosario” e di Casal Parisi “Già Rione San Sebastiano”, senza dimenticare i monumenti sulla Rivoluzione Napoletana, in cui Lagonegro patì il sacrificio del suo cittadino Cristoforo Grossi. Le opere monumentali del XX secolo annoverano il monumento ai caduti in villa comunale e quello sull'attuale agenzia delle entrate, più i mezzi busti in cui si ritrae lo scienziato, filosofo e politico Giuseppe De Lorenzo. Di recente si è realizzata un'opera mausoleo dedicata alla città in una rotonda al centro di viale Roma, di fronte alla piazzetta intitolata nel 2016 al cantautore lagonegrese Pino Mango.

### Architetture religiose
- Chiesa Madre della S.S. Trinità e Concattedrale nonché Parrocchia, della diocesi di Tursi-Lagonegro, in Piazzetta Italia.
- Chiesa Parrocchiale di San Giuseppe a Rione Rossi, in Piazza Venerabile Nicola Molinari.
- Chiesa di San Nicola di Bari al Castello.
- Chiesa dell'Assunta, sede dell'omonima confraternita, in Viale Roma.
- Chiesa della Madonna del Carmine, sede della confraternita del Santissimo Sacramento, in Via del Carmine.
- Chiesa del Crocifisso, in Via del Crocifisso.
- Chiesa di Sant'Anna, in Piazza Sant'Anna.
- Chiesa della Madonna del Rosario, in Piazza del Rosario.
- Chiesa della Madonna delle Grazie, in Via San Vincenzo.
- Chiesa e Convento di San Francesco di Assisi, in Piazza Cappuccini.
- Chiesa e Convento della Madonna degli Angeli, nella contrada omonima.
- Chiesa di Sant'Antonio Abate, in Via Sant'Antuono.
- Chiesa della Candelora, in Via Selice.
- Chiesa del Purgatorio, in Piazza Purgatorio.
- Cappella di San Pietro, nella piazzetta omonima.
- Cappella di San Biagio, in Via Sestiere Molara.
- Cappella di San Leonardo, nella via omonima.
- Cappella di San Giovanni, nella via omonima.
- Cappella dell'Annunziata, in Via San Leonardo.
- Cappella della Madonna del Brusco, nell'omonima contrada.
- Cappella della Madonna di Sirino, sul Monte Sirino.
- Cappella della Madonna del Monte di Novi Velia, in Via Sant'Antuono.
- Cappella del Cimitero Comunale.
- Cappella di San Vincenzo o del Seggio, in Via San Vincenzo.
- Cappella della Madonna dei Martiri, in Piazza Purgatorio.
- Cappella di San Pio da Pietrelcina, in contrada Pennarrone.

## Società

### Lagonegro ed il Lagonegrese dal Cinquecento all'Ottocento
Il "Dizionario geografico ragionato del Regno di Napoli" di Lorenzo Giustiniani pubblicato tra la fine del '700 e l'inizio dell'800 riporta il numero di abitanti ed il numero dei fuochi dal 1530, ricavati dai resoconti delle tasse.
| Comune\Anno            | 1532 | 1545 | 1561 | 1595 | 1648 | 1669 | Nr. abitanti nel 1800                        |
| ---------------------- | ---- | ---- | ---- | ---- | ---- | ---- | -------------------------------------------- |
| Lagonegro              | 344  | 414  | 516  | 706  | 771  | 570  | 4500                                         |
| Lauria                 | 391  | 551  | 720  | 1097 | 950  | 368  | Lauria Superiore 3800, Lauria Inferiore 4100 |
| Rivello                | 381  | 448  | 546  | 651  | 665  | 257  | 3660                                         |
| Maratea Inferiore      | 297  | 348  | 487  | 556  | 546  | 208  | 3800                                         |
| Maratea Superiore      | 61   | 69   | 77   | 86   | 91   | 66   | 450                                          |
| Trecchina              | 126  | 226  | 207  | 286  | 286  | 93   | 1900                                         |
| Latronico              | 245  | 357  | 319  | 385  | 280  | 57   | 3220                                         |
| Castelluccio Superiore | 164  | 210  | 344  | 365  | 123  |      | 2000                                         |
| Castelluccio Inferiore |      |      |      |      | 233  |      | 2400                                         |
| Rotonda                | 202  | 291  | 332  | 245  | 200  | 115  | 2500                                         |
| Moliterno              | 144  | 184  | 251  | 345  | 362  | 323  | 5000                                         |

Come si può notare il numero dei fuochi nel 1669 è fortemente più basso rispetto a quelli del 1648, dovuto all'altissimo numero di vittime della peste del 1656. Le popolazioni sono state più che dimezzate con punte del calo dell'80% per Latronico.

### Lagonegro nel Settecento
Nella prima metà del XVIII secolo il re, Carlo III di Borbone, fece redigere a fini fiscali, per ogni città del Regno, l'elenco delle famiglie residenti ("fuochi") con i dati anagrafici dei componenti di ciascun nucleo familiare, con relativi mestieri, proprietà (case, terreni, animali etc.) ed eventuali debiti. Questi volumi sono conosciuti come Catasto Onciario.
Da quello di Lagonegro si può ricostruire l'assetto sociale del 1746.
L'abitato era costituito da circa 3 800 cittadini, di cui il 53% maschi ed il 47% femmine.
Il numero di fuochi era 928 (compresi 70 religiosi), con una media di 4 componenti per fuoco.
La popolazione era molto giovane, con un'età media di 24,7 anni ed una mediana di 20 anni. Vale a dire la metà della popolazione aveva meno di 20 anni. L'80° percentile era di 40 anni (cioè l'80% della popolazione aveva meno di 40 anni).
| Anno | % 0-14 | % 15-64 | % 65+ | Abitanti | Indice Vecchiaia | Età Media |
| ---- | ------ | ------- | ----- | -------- | ---------------- | --------- |
| 1746 | 37,64% | 59,05%  | 3,31% | 3 819    | 8,79%            | 24,7      |
| 2017 | 10,9%  | 66,7%   | 22,4% | 5 490    | 204,3%           | 45,4      |

L'indice di vecchiaia rappresenta il rapporto tra la popolazione oltre i 65 anni e quella al di sotto dei 15 anni.
Nel 1746 ogni 2 anziani erano presenti più di 16 bambini. Nel 2017 il rapporto è completamente rovesciato ed ogni 2 anziani si trova un solo bambino.
Il Catasto Onciario riporta i mestieri soltanto degli uomini, che risultano ripartiti in questa maniera:
| Mestiere      | Es.                                                                      | Percentuale |
| ------------- | ------------------------------------------------------------------------ | ----------- |
| Pastori       | Custodi di pecore, Pecorai, Custodi di bovi ecc.                         | 34,34%      |
| Agricoltori   | Bracciali, Zappatori, Massari, Foresi ecc.                               | 22,18%      |
| Artigiani     | Calzolai, Sediari, Calderari, Cardalana, Ferrari, Sarti, Conciatori ecc. | 12,16%      |
| Lavoranti     | Serventi, Serve, Facchini, Gualani, Fatigatori, Portarobbe, Garzoni ecc. | 8,11%       |
| Religiosi     | Sacerdoti, Clerici, Monaci, Diaconi                                      | 7,59%       |
| Trasporti     | Mulattieri, Vetturini, Cocchieri                                         | 2,51%       |
| Studenti      |                                                                          | 2,43%       |
| Civili        | Benestanti                                                               | 2,28%       |
| Commercianti  | Negozianti di bestiame, Bottegai, Pesa Cannella, Speziali, Buccieri ecc. | 2,14%       |
| Edilizia      | Carpentieri, Fabbricatori                                                | 1,69%       |
| Inabili       |                                                                          | 1,25%       |
| Nulla facenti |                                                                          | 1,18%       |
| Militari      |                                                                          | 0,88%       |
| Notai         |                                                                          | 0,37%       |
| Medici        |                                                                          | 0,29%       |
| Avvocati      |                                                                          | 0,07%       |

Il settore preponderante era la pastorizia, "il numero dei capi di bestiame è di 24.060 ovini, 4.269 caprini, 720 bovini di cui 471 buoi, 48 muli, 87 borrichi, 88 somari, 122 scrofe, 79 neri, 22 giumente, 7 cavalli". Seguiva quello dell'agricoltura e poi l'artigianato. Da notare anche la presenza di molti religiosi.
Aspetti Economici.
La distribuzione della ricchezza, basata sulla Rendita stabilita dal Catasto Onciario, faceva emergere una popolazione piuttosto povera.
L'80% della popolazione aveva una rendita proprietaria inferiore a 30 once. Il picco di numerosità di Capi Fuoco era a 15 once.
| Capo Fuoco                                      | On. Industria | On. Beni | Totale |
| ----------------------------------------------- | ------------- | -------- | ------ |
| Rev. Felice Consoli                             | 93            | 409      | 502    |
| Magnifico Marc'Antonio Corradi, civile          | 0             | 269      | 269    |
| Magnifico Dottore Francesco Consoli, civile     | 0             | 254      | 254    |
| Magnifico Barone della Battaglia Mario Gallotti | 0             | 233      | 233    |
| Francesco Ferrari, Maestro scarparo             | 14            | 126      | 140    |
| Andrea Buoncristiano, bottegaro                 | 123           | 2        | 125    |
| Magnifico Dottore Felice Tortorella, civile     | 0             | 114      | 114    |
| Rev. Benedetto Orlandi                          | 0             | 110      | 110    |
| Rev. Cataldo Ferrari                            | 0             | 109      | 109    |
| Rev. Luca d'Amato                               | 0             | 107      | 107    |
| Magnifico Dottore Don Francesco Corrado, civile | 0             | 105      | 105    |

Il più benestante aveva una rendita 30 volte più alta della rendita più comune o media.

### Quartieri storici
| Quartiere                                                    | Ubicazione | Percentuale abitanti 1746 | Percentuale abitanti 1913 | Percentuale abitanti 2013 |
| ------------------------------------------------------------ | --- | ------------------------- | ------------------------- | ------------------------- |
| Castello                                                     | Il nucleo urbano più antico, sulla rocca | 10,99%                    | 2,70%                     | 0,83%                     |
| Portella                                                     | Ai piedi del Castello, lato est, dove era ubicata una seconda porta di accesso al castello, da cui il nome                                                | 2,84%                     | 0,98%                     | 0,83%                     |
| Molara                                                       | Ai piedi del Castello, lato ovest, verso la attuale Stazione ferroviaria                                                                                  | 5,64%                     | 5,15%                     | 0,83%                     |
| Piazza                                                       | Piazza Purgatorio e Rosario | 3,84%                     | 4,29%                     | 1,51%                     |
| Calancone                                                    | Sotto la Portella verso San Giovanni | 9,73%                     | 3,06%                     |                           |
| Costa/S. Giovanni                                            | Ubicato tra Sant'Anna, in alto, e San Giovanni, in basso                                                                                                  | 3,38%                     | 0,25%                     | 1,13%                     |
| Pastena                                                      | L'attuale Via Pastena | 1,13%                     | 9,56%                     | 4,61%                     |
| S. Anna                                                      | Attorno alla chiesa di Sant'Anna | 3,43%                     | 4,17%                     | 1,89%                     |
| S. Antuono                                                   | Via Sant'Antuono | 0,84%                     | 12,50%                    | 7,94%                     |
| S. Carlo/Fiume (Vaieto, Costa, Tavile, Colla, Grada)         | Nelle vicinanze della Costa, dove era ubicata una cappella dedicata a San Carlo Borromeo, andata distrutta                                                | 0,8%                      |                           | 4,08%                     |
| S. Caterina                                                  | Nei pressi della attuale Chiesa dell'Assunta, una volta dedicata a Santa Caterina                                                                         | 1,92%                     |                           |                           |
| S. Francesco/Ponte di San Francesco                          | Sul poggio dove si trova il convento dei Cappuccini, nei pressi di Via San Francesco e del Ponte sul Torrente San Francesco                               | 0,59%                     | 7,60%                     | 8,24%                     |
| S. Leonardo/Petruso                                          | Nei pressi della chiesa di San Leonardo | 6,56%                     | 5,51%                     | 1,06%                     |
| S. Sebastiano/Casal Parisi                                   | Nei pressi della chiesa del Crocifisso, un tempo dedicata a San Sebastiano                                                                                | 11,03%                    | 10,42%                    | 3,48%                     |
| S. Vito/S. Pietro                                            | Caseggiati ad ovest di via Roma dove una volta si trovava una cappella dedicata a San Vito ed oggi si trova Piazza S. Pietro                              | 2,42%                     | 5,88%                     | 1,44%                     |
| Terrarossa                                                   | Zona del Palazzo Corrado, nella parte bassa della Piazza Grande                                                                                           | 9,11%                     | 9,44%                     | 0,53%                     |
| Timpone                                                      | I caseggiati a est di Via Malta | 1,21%                     | 6,13%                     | 2,27%                     |
| Torretta                                                     | Dalle parti del Monte Cerbaro, verso il Fortino (non esistente nel 1746)                                                                                  | 2,17%                     | 1,23%                     | 2,27%                     |
| Trinità                                                      | Nei pressi della chiesa della S.S. Trinità (ora la Chiesa Madre)                                                                                          | 9,11%                     | 5,15%                     | 1,59%                     |
| Fossatello/Monnezzaro                                        | Nei pressi dell'attuale Parco Fossatello | 2,67%                     |                           | 0,23%                     |
| Selice/Cantarano/Candelora/S. Maria delle Grazie/S. Vincenzo | Nei pressi dell'attuale via G. Aldinio | 2,55%                     | 4,17%                     | 1,81%                     |
| Piano/La Nunziata (Carmine)                                  | L'odierna Piazza principale | 3,51%                     |                           | 5,90%                     |
| Viale Colombo                                                | Viale Colombo |                           |                           | 14,36%                    |
| Piano dei Lippi                                              | Piano dei Lippi |                           |                           | 8,69%                     |
| Terza Zona                                                   | Terza Zona, Eucalipti, Gardenie |                           |                           | 7,71%                     |
| Rione Rossi                                                  | Gladiole, Gigli, Betulle, Tamarindi, Orchidee ecc. |                           |                           | 5,52%                     |
| Piazza della Repubblica                                      | Piazza della Repubblica, Piazza del Popolo, Marsicano, Zanardelli                                                                                         |                           |                           | 5,52%                     |
| Altro                                                        | Immacolata, Casa della Corte, Ortora, La Fontana/Fontana Vecchia/Fontanelle, L'Orto, Costantinopoli, Canciello, Fiume, Giesu Cristo, Pianicello, Salamone | 5,35%                     |                           |                           |
| Altro                                                        | Ferrovia, Stazione, S.M. Angeli, Calda, Tribunale, Calabria                                                                                               |                           | 1,84%                     | 3,4%                      |
| Contrade                                                     | Bofilio, Calda, Carconi, Ceraso, Cerbaro, Chiazzarulo, Farno, Ficila, Malapignata, Nicola, Pietra, Tre Castagne, Verneta, Zanco                           |                           |                           | 3,93%                     |

Si nota il netto spopolamento del centro storico, ed il popolamento di via S. Antuono e Pastena prima e successivamente dei rioni Rossi, Piano dei Lippi e Terza Zona.
Fonte Mibac, Catasto Onciario 1746, Liste dei Cittadini Votanti nel 1913, Elenco Telefonico "Pagine Bianche" 2013/2014.

### Lagonegro ad inizio Ottocento
Lorenzo Giustiniani nel suo "Dizionario geografico" riporta:
nella diocesi di Policastro, distante da Matera miglia 72 incirca, e dal mare 12. Ella vedesi edificata alle falde di un monte degli Appennini, ove respirasi buon'aria, e il suo territorio dà del grano, granone, vini, legumi, ed altro [...]
L'industria di quegli abitanti, oltre della pastorizia, e dell’agricoltura, è quella di rozzi cappelli, e pannilani, che fa loro del guadagno. Commerciano ancora le soprabbondanti derrate con altre popolazioni della provincia, e fuori, e specialmente nella fiera di Salerno. Vi è un ospedale, ed alcuni monti frumentarj.
[...] Vi è della caccia nelle sue montagne di capri, volpi, lupi e di più specie di volatili, e non vi mancano de’ rettili velenosi.»
(Lorenzo Giustiniani, Dizionario Geografico Ragionato del Regno di Napoli, Napoli, 1802.)

### Evoluzione demografica nel periodo 1810-1865
Dati ricavati dal sito "Antenati" del Mibac
si può stimare l'andamento della popolazione residente contando i nati ed i morti anno per anno e considerando trascurabile il numero di immigrati ed emigrati. 
Nel periodo 1810-1865 sono nati in totale 7.455 bambini, sono morte in totale 6.380 persone, con un saldo di +1075 (Sono mancanti solo i dati per gli anni 1841 e 1842). La media annuale è di circa 136 nati e 116 morti. Si desume che gli abitanti al 1810 potevano essere all'incirca 3.900.
Dai dati emerge un calo della popolazione di circa il 10% tra il 1817 ed 1818.

### Evoluzione demografica dal 1861
Abitanti censiti

### Epidemia di tifo del 1811
Nel 1811 sono stati registrati 320 decessi, il triplo della media del periodo. I decessi sono concentrati soprattutto nei mesi invernali con un picco nel mese di febbraio, dovuti ad un'epidemia di febbri scoppiata nelle carceri e poi diffusasi nel resto della cittadina.
|           |           |  |    |    |
| --------- | --------- |  | -- | -- |
| Gennaio   | Gennaio   |  | 38 | 38 |
| Febbraio  | Febbraio  |  | 71 | 71 |
| Marzo     | Marzo     |  | 35 | 35 |
| Aprile    | Aprile    |  | 28 | 28 |
| Maggio    | Maggio    |  | 20 | 20 |
| Giugno    | Giugno    |  | 17 | 17 |
| Luglio    | Luglio    |  | 22 | 22 |
| Agosto    | Agosto    |  | 31 | 31 |
| Settembre | Settembre |  | 16 | 16 |
| Ottobre   | Ottobre   |  | 10 | 10 |
| Novembre  | Novembre  |  | 22 | 22 |
| Dicembre  | Dicembre  |  | 9  | 9  |

Da notare che 51 casi di decesso (15%) sono avvenuti nelle carceri di Lagonegro, dove si viveva in spazi comuni a stretto contatto ed in condizioni igieniche precarie.
| Comune       | Maschi | Femmine | Totale |
| ------------ | ------ | ------- | ------ |
| Lauria       | 8      | 7       | 15     |
| Pappasidero  | 5      | 5       | 10     |
| Sarconi      | 2      | 3       | 5      |
| Francavilla  | 1      | 2       | 3      |
| Latronico    | 2      |         | 2      |
| Montesano    | 1      | 1       | 2      |
| S. Severino  | 1      | 1       | 2      |
| Amantea      | 1      |         | 1      |
| Casalnuovo   |        | 1       | 1      |
| Castelluccio | 1      |         | 1      |
| Chiaromonte  | 1      |         | 1      |
| Lungaro      | 1      |         | 1      |
| Maratea      | 1      |         | 1      |
| Padula       | 1      |         | 1      |
| S. Chirico   |        | 1       | 1      |
| S. Martino   | 1      |         | 1      |
| Senise       | 1      |         | 1      |
| Torraca      | 1      |         | 1      |
| Trecchina    | 1      |         | 1      |
| Totali       | 30     | 21      | 51     |

### Crisi demografica 1817
Nel 1815 il vulcano Tambora in Indonesia generò una delle più grandi eruzioni della storia più recente. Il pulviscolo che fu immesso nell'atmosfera produsse un oscuramento che durò a lungo, tanto da provocare cambi climatici su scala globale ed in particolare l'estate del 1816 fu molto fredda tanto da far definire il 1816 "L'anno senza estate". Tutto ciò provocò delle crisi alimentari e sanitarie molto gravi che portarono a carestie ed epidemie di tifo petecchiale nel corso dell'anno successivo.
Nel 1817 a Lagonegro si registrarono 419 morti, il quadruplo, circa, della media di quegli anni. In particolare morirono 252 donne e 167 uomini. Delle persone morte a Lagonegro 30 erano originarie di altri paesi (Scalea 4, Sapri 4, Torraca 3 etc.).
|           |           |  |    |    |
| --------- | --------- |  | -- | -- |
| Gennaio   | Gennaio   |  | 9  | 9  |
| Febbraio  | Febbraio  |  | 12 | 12 |
| Marzo     | Marzo     |  | 15 | 15 |
| Aprile    | Aprile    |  | 36 | 36 |
| Maggio    | Maggio    |  | 41 | 41 |
| Giugno    | Giugno    |  | 43 | 43 |
| Luglio    | Luglio    |  | 74 | 74 |
| Agosto    | Agosto    |  | 58 | 58 |
| Settembre | Settembre |  | 45 | 45 |
| Ottobre   | Ottobre   |  | 36 | 36 |
| Novembre  | Novembre  |  | 21 | 21 |
| Dicembre  | Dicembre  |  | 29 | 29 |

Si evidenzia un picco nei mesi estivi di luglio e agosto, dovuto probabilmente alla fase più acuta della crisi.
Nel grafico seguente la distribuzione delle età dei morti del 1817.
Si nota una mortalità infantile molto alta per i minori di 10 anni.
Analizzando i mestieri delle persone decedute si riscontrano le seguenti distribuzioni:
|              |              |  |     |     |
| ------------ | ------------ |  | --- | --- |
| Filatrici    | Filatrici    |  | 158 | 158 |
| Tessitrici   | Tessitrici   |  | 17  | 17  |
| Cucitrici    | Cucitrici    |  | 2   | 2   |
| Proprietarie | Proprietarie |  | 1   | 1   |
| Levatrici    | Levatrici    |  | 1   | 1   |
| Infante      | Infante      |  | 61  | 61  |

Tra gli uomini nati a Lagonegro la distribuzione dei mestieri è più variegata:
|              |              |  |    |    |
| ------------ | ------------ |  | -- | -- |
| Bracciale    | Bracciale    |  | 40 | 40 |
| Calzolaio    | Calzolaio    |  | 9  | 9  |
| Cardalana    | Cardalana    |  | 6  | 6  |
| Garzone      | Garzone      |  | 5  | 5  |
| Proprietario | Proprietario |  | 4  | 4  |
| Sacerdote    | Sacerdote    |  | 4  | 4  |
| Calderaro    | Calderaro    |  | 3  | 3  |
| Massaro      | Massaro      |  | 2  | 2  |
| Ferraro      | Ferraro      |  | 2  | 2  |
| Tintore      | Tintore      |  | 1  | 1  |
| Cappuccino   | Cappuccino   |  | 1  | 1  |
| Cappellaro   | Cappellaro   |  | 1  | 1  |
| Falegname    | Falegname    |  | 1  | 1  |
| Speziale     | Speziale     |  | 1  | 1  |
| Pastore      | Pastore      |  | 1  | 1  |
| Calessiere   | Calessiere   |  | 1  | 1  |
| Pecoraro     | Pecoraro     |  | 1  | 1  |
| Infante      | Infante      |  | 66 | 66 |

Nota: "Infante" si riferisce a bambini e bambine di età inferiore a 6 anni.
Per le persone nate fuori da Lagonegro la distribuzione dei mestieri è la seguente:
|            |            |  |   |   |
| ---------- | ---------- |  | - | - |
| Filatrice  | Filatrice  |  | 7 | 7 |
| Mendica    | Mendica    |  | 2 | 2 |
| Serva      | Serva      |  | 2 | 2 |
| Tessitrice | Tessitrice |  | 1 | 1 |
| Bracciale  | Bracciale  |  | 4 | 4 |
| Infante    | Infante    |  | 3 | 3 |
| Pastore    | Pastore    |  | 2 | 2 |
| Legionario | Legionario |  | 2 | 2 |
| Fuciliere  | Fuciliere  |  | 1 | 1 |
| Soldato    | Soldato    |  | 1 | 1 |
| Marinaio   | Marinaio   |  | 1 | 1 |
| Comico     | Comico     |  | 1 | 1 |
| Garzone    | Garzone    |  | 1 | 1 |
| Negoziante | Negoziante |  | 1 | 1 |
| Mulattiere | Mulattiere |  | 1 | 1 |

La crisi ha colpito duramente tutto il territorio del Lagonegrese.
In tabella si possono notare gli incrementi della mortalità nel 1817. 
| Anno | Lagonegro | Maratea | Lauria | Rivello | Trecchina | Castelluccio Superiore | Castelluccio Inferiore | Rotonda | Latronico | Moliterno |
| ---- | --------- | ------- | ------ | ------- | --------- | ---------------------- | ---------------------- | ------- | --------- | --------- |
| 1816 | 110       | 120     | 221    | 120     | 26        | 45                     | 73                     | 94      | 98        | 98        |
| 1817 | 419       | 291     | 658    | 431     | 107       | 111                    | 147                    | 177     | 332       | 353       |
| 1818 | 132       | 103     | 217    | 116     | 34        | 112                    | 82                     | 146     | 67        | 119       |
| 1819 | 58        | 73      | 142    | 79      | 59        | 63                     | 63                     | 67      | 44        | 89        |

La crisi ha comportato anche un calo delle nascite nel periodo 1817-1818.
Fonte Mibac.

### Religione
Nel 1976 Lagonegro fu elevata a concattedrale della diocesi di Tursi-Lagonegro, che comprende tutta la fascia di territorio lucano dal Tirreno allo Jonio.

### Tradizioni e folclore

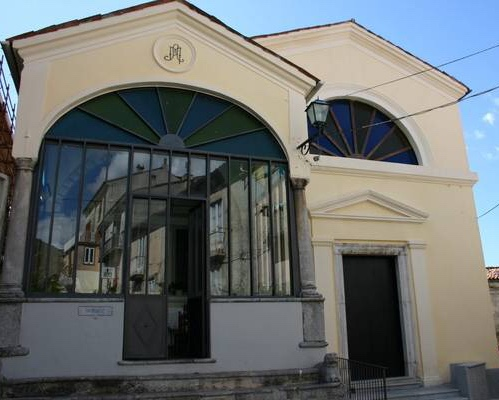
Cappella del “Seggio”

Nella cultura di Lagonegro vi è la festività dedicata alla Madonna delle Nevi alla quale è stata dedicata un santuario sul Massiccio del Sirino che ogni anno richiama molti fedeli da tutto il Lagonegrese e da altre zone della Basilicata. La festività si articola in tre momenti: nella terza domenica di giugno la sua statua viene portata a spalle sul Monte Sirino, facendo tappa presso la località Brusco; il 4 e 5 agosto la festa si tiene sulla cima del monte Sirino, presso la cappella dedicata alla Madonna: per l'occasione molti lagonegresi organizzano un lungo campeggio sul monte, mentre il giorno della festa altri concittadini si fermano dopo il rito religioso per una scampagnata; la terza domenica di settembre, giorno della vera e propria festa patronale, la statua della Madonna delle Nevi viene riportata a spalle a Lagonegro e riposta presso la cappella del "Seggio", per poi essere trasportata il giorno dopo con una lunga processione tra le vie della cittadina nella Cattedrale, che la ospiterà per tutto l'inverno.

### Musei

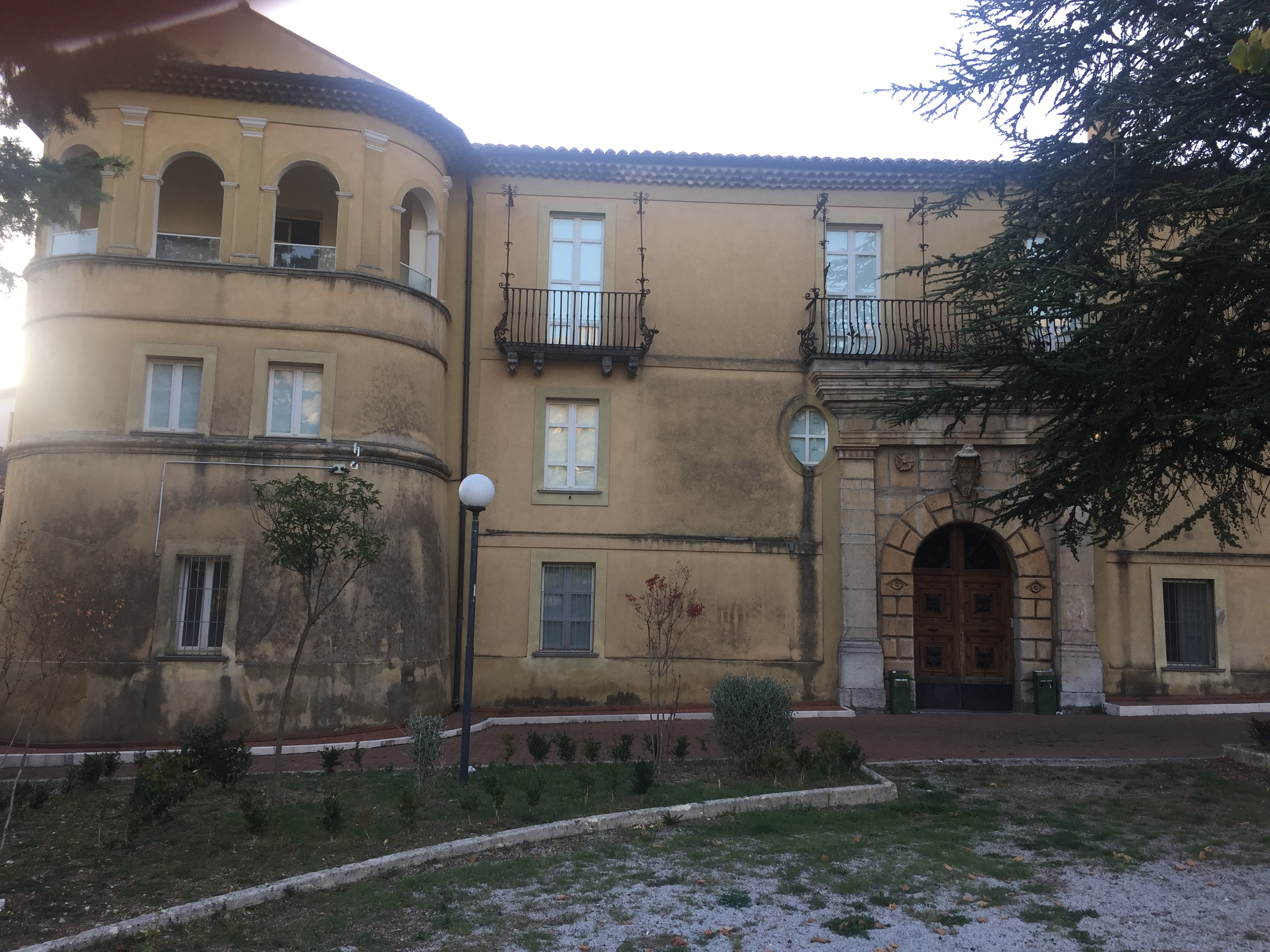
Palazzo Corrado

Monna Lisa Museum presso Palazzo Corrado.

### Biblioteche
La Biblioteca civica comunale "Giuseppe De Lorenzo", presso il Palazzo di città, contenente circa 15 000 volumi.
La Biblioteca parrocchiale della chiesa di San Nicola, contenente più di 2 000 antichi volumi, a partire da edizioni cinquecentesche.

## Cultura

### Istruzione
Lagonegro è sede di numerosi servizi ed uffici pubblici, tra cui diverse scuole secondarie di secondo grado:
- l'Istituto d'Istruzione Secondaria Superiore De Sarlo, comprendente un liceo linguistico, un liceo psicopedagogico ed un liceo scientifico;
- l'Istituto Tecnico Commerciale e per Geometri Vittorino D'Alessandro, per le specializzazioni di ragioniere e geometra;
- l'Istituto Professionale per l'Agricoltura e l'Ambiente Giustino Fortunato, coordinato dalla sede centrale di Potenza.
- Lagonegro è inoltre sede distaccata dei corsi universitari di infermieristica della Scuola di Scienze della Salute Umana dell'università di Firenze prima[42] e dell'università di Foggia poi.[senza fonte]

## Economia

### Artigianato
La città si distingue per la produzione di orologi da torre, che fanno di Lagonegro l'unico produttore del settore nel centro-sud Italia. Gli orologi di Lagonegro adornano monumenti importanti come la reggia di Caserta, il palazzo reale di Napoli, il teatro San Carlo e vengono esportati anche all'estero, specie in Brasile, Stati Uniti e Australia.

### Turismo
A 20 chilometri dal centro abitato, il comprensorio sciistico Lago Laudemio-Conserva di Lauria con numerose piste e attività ricettive. Il comprensorio è aperto parzialmente dalla stagione invernale 2017/2018.

## Infrastrutture e trasporti

### Strade
Il comune di Lagonegro, all'incirca a metà strada tra Salerno e Cosenza, è situato in un punto nevralgico dei collegamenti vìari della Basilicata sud–occidentale ed è, in modo particolare, zona di transito per i viaggiatori che si spostano tra le regioni Campania e Calabria. Difatti, in tale zona, sono presenti due svincoli dell'autostrada A2 del Mediterraneo:
- Lagonegro Nord, collegato alle strade statali SS 19 ed SS 585;
- Lagonegro Sud, connesso direttamente al paese tramite la SP 26.

### Ferrovie

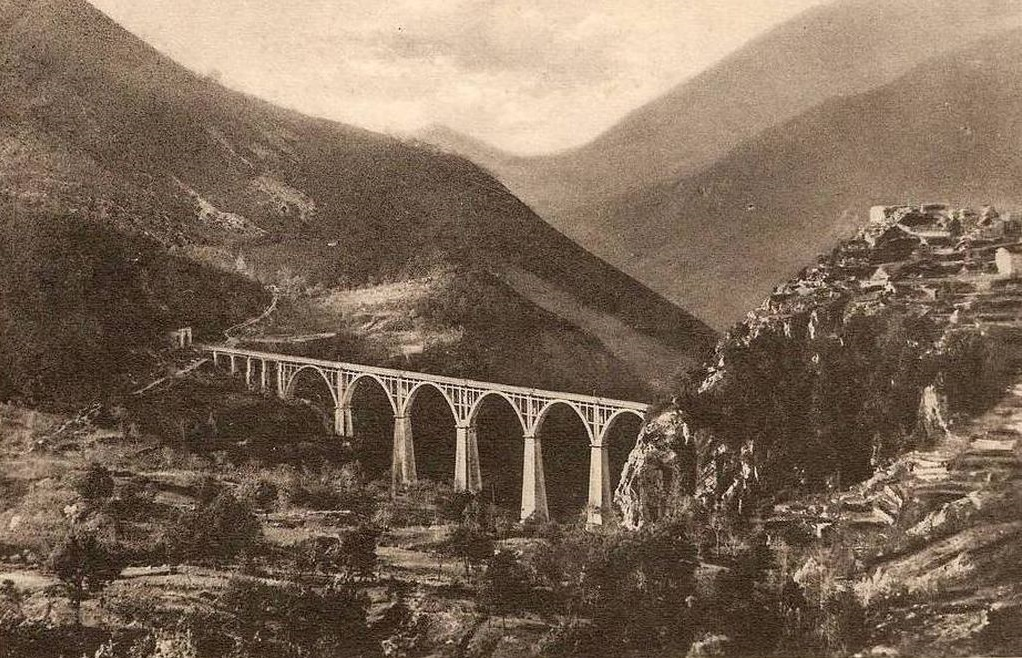
Antico viadotto “Serra”

Il comune di Lagonegro in passato era servito da due linee ferroviarie con due stazioni, entrambe di capolinea nel medesimo, poi dismesse. Una era la Lagonegro-Castrovillari-Spezzano Albanese, linea a scartamento ridotto di gestione FCL; essa fu chiusa e rimossa nel tratto da Lagonegro fino alla successiva stazione negli anni cinquanta causa bradisismo e cedimento strutturale del ponte in uscita da Lagonegro chiamato "Serra". L'altra era la Sicignano degli Alburni-Lagonegro soppressa e chiusa nel 1987 a causa dei lavori di ammodernamento ed elettrificazione della linea Battipaglia-Potenza-Metaponto e mai più riaperta.

### Mobilità urbana

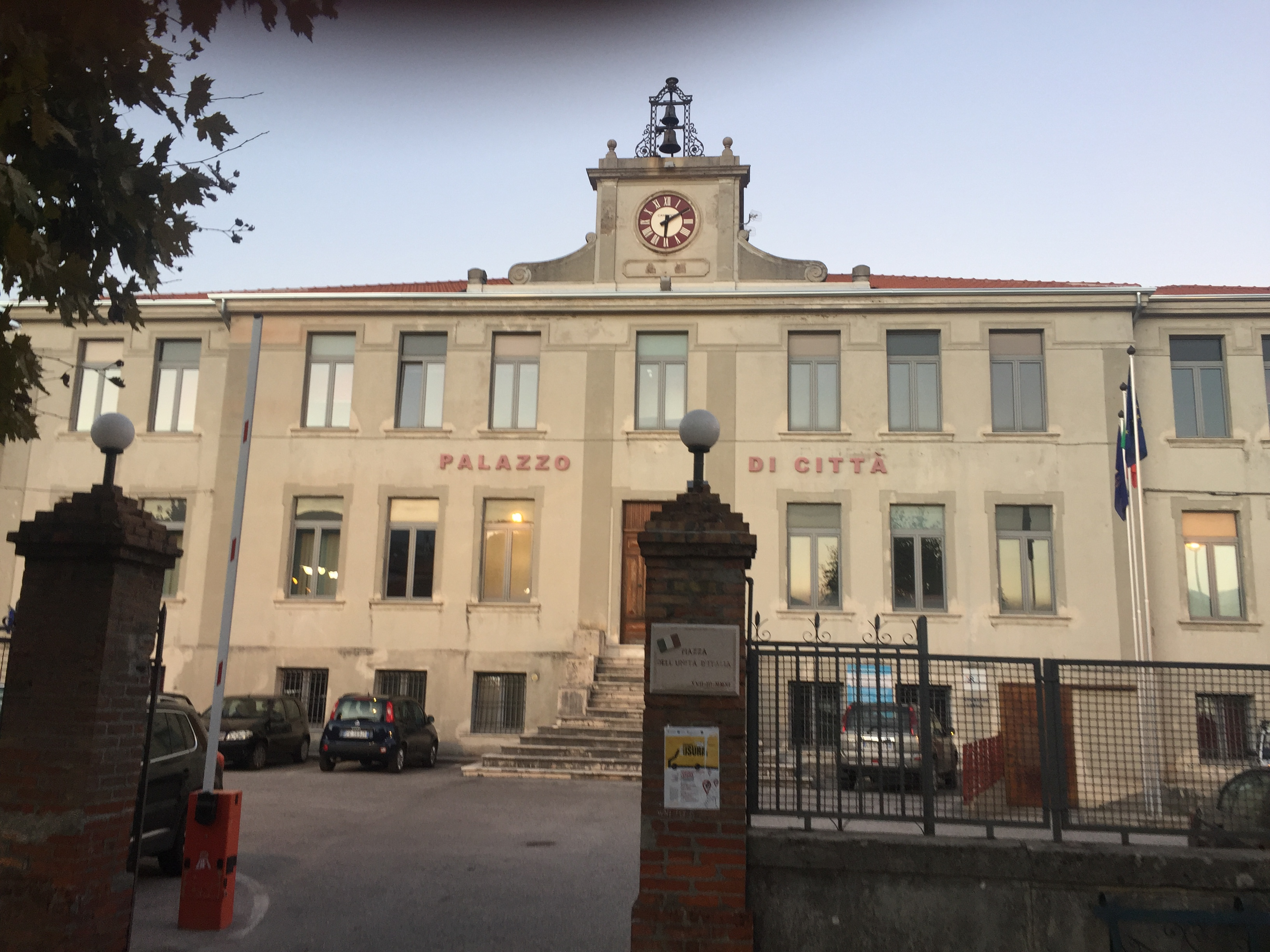
Palazzo di città

È inoltre servita da numerose linee di autobus urbani ed extra–urbani; questi ultimi sostituiscono la ex ferrovia e portano ogni giorno circa 7000 pendolari, tra studenti e lavoratori.

## Amministrazione

### XIX secolo e inizio XX secolo
| Periodo | Periodo | Primo cittadino           | Partito | Carica                 | Note |
| ------- | ------- | ------------------------- | ------- | ---------------------- | ---- |
| 1809    | 1809    | Francesco Maria Mango     |         | Sindaco                |      |
| 1810    | 1810    | Vincenzo Aldinio          |         | Sindaco                |      |
| 1811    | 1813    | Lorenzo Mazzei            |         | Sindaco                |      |
| 1814    | 1816    | Marco Corradi             |         | Sindaco                |      |
| 1817    | 1819    | Nicola Ferraro            |         | Sindaco                |      |
| 1820    | 1820    | Nicola Fusco              |         | Sindaco                |      |
| 1821    | 1821    | Marco Corradi             |         | Sindaco                |      |
| 1822    | 1822    | Nicola Fusco              |         | Sindaco                |      |
| 1823    | 1829    | Vincenzo Bruno            |         | Sindaco                |      |
| 1830    | 1832    | Vincenzo Gerardi          |         | Sindaco                |      |
| 1833    | 1838    | Giuseppe Picardi          |         | Sindaco                |      |
| 1839    | 1840    | Gennaro Ladaga            |         | Sindaco                |      |
| 1843    | 1845    | Pasquale Amalfi           |         | Sindaco                |      |
| 1846    | 1848    | Gennaro Ladaga            |         | Sindaco                |      |
| 1850    | 1851    | Antonio Vallinati         |         | Sindaco                |      |
| 1853    | 1855    | Nicola Zambrotti          |         | Sindaco                |      |
| 1856    | 1859    | Nicola Pesce              |         | Sindaco                |      |
| 1859    | 1859    | Antonio Gallotti          |         | Sindaco                |      |
| 1860    | 1861    | Antonio Ladaga            |         | Sindaco                |      |
| 1861    | 1863    | Gennaro Giliberti         |         | Sindaco                |      |
| 1863    | 1863    | Avv. Vincenzo De Filpo    |         | Delegato Straordinario |      |
| 1863    | 1868    | Francesco Damiani         |         | Sindaco                |      |
| 1869    | 1869    | Giuseppe Arnone           |         | Regio Delegato         |      |
| 1869    | 1869    | Saverio Cosentino         |         | Sindaco                |      |
| 1869    | 1870    | Lorenzo Latronico         |         | Sindaco                |      |
| 1870    | 1873    | Vincenzo Giovanni Aldinio |         | Sindaco                |      |
| 1873    | 1879    | Saverio Cosentino         |         | Sindaco                |      |
| 1880    | 1885    | Vincenzo Giovanni Aldinio |         | Sindaco                |      |
| 1885    | 1890    | Lorenzo Latronico         |         | Sindaco                |      |
| 1891    | 1893    | Saverio Cosentino         |         | Sindaco                |      |
| 1893    | 1902    | Carlo Pesce               |         | Sindaco                |      |
| 1902    | 1904    | Francesco Gallotti        |         | Sindaco                |      |
| 1904    | 1910    | Giuseppe Picardi          |         | Sindaco                |      |
| 1910    | 1912    | Marco Del Vecchio         |         | Sindaco                |      |
| 1913    | 1914    | Giuseppe Picardi          |         | Sindaco                |      |
| 1914    | 1920    | Eduardo Leo               |         | Sindaco                |      |
| 1920    | 1922    | Giuseppe Pesce            |         | Sindaco                |      |

Fonti: Archivio di Stato di Potenza
, Archivi Comunali da FamilySearch.org e 
N. Capaldo "La formazione delle maestre fra '800 e '900: la scuola Raffaella Settembrini di Lagonegro (1880-1925)"

### Il Ventennio fascista
| Periodo | Periodo | Primo cittadino             | Partito                     | Carica      | Note                        |
| ------- | ------- | --------------------------- | --------------------------- | ----------- | --------------------------- |
| 1923    | 1926    | Avv. Cav. Vincenzo Tancredi |                             | Sindaco     |                             |
| 1926    | 1926    | Comm. Avv. Edoardo Leo      |                             | Comm. pref. |                             |
| 1926    | 1927    | Rocco Gagliardi             |                             | Comm. pref. |                             |
| 1926    | 1927    | Raffaele Siervo             |                             | Comm. pref. |                             |
| 1927    | 1927    | Giovanni Cafiero            |                             | Comm. pref. |                             |
| 1927    | 1927    | Cav. Cesare Armellini       |                             | Comm. pref. |                             |
| 1928    | 1928    | Avv. Antonio Picardi        |                             | Comm. pref. | In periodi non continuativi |
| 1928    | 1929    | Cav. Avv. Bernardo Carusi   | circolo "Cristoforo Grossi" | Podestà     |                             |
| 1928    | 1929    | Comm. Avv. Edoardo Leo      | circolo "Sirino"            | Podestà     | In periodi non continuativi |
| 1929    | 1929    | Cav. Umberto Nisi           |                             | Comm. pref. |                             |
| 1930    | 1930    | Marco Del Vecchio           |                             | Podestà     |                             |
| 1930    | 1930    | Cav. Luigi Farese           |                             | Comm. pref. |                             |
| 1930    | 1930    | Ing. Francesco Gabola       |                             | Comm. pref. |                             |
| 1931    | 1938    | Uff. Ing. Francesco Gabola  |                             | Podestà     | In periodi non continuativi |
| 1935    | 1936    | Nicola Picardi              |                             | Comm. pref. | In periodi non continuativi |
| 1936    | 1942    | Alfonso Picardi             |                             | Comm. pref. | In periodi non continuativi |
| 1938    | 1938    | Vincenzo Pergola            |                             | Podestà     |                             |
| 1940    | 1940    | Attilio Magliano            |                             | Podestà     |                             |
| 1942    | 1944    | Avv. Francesco Tortorella   |                             | Comm. pref. |                             |
| 1944    | 1946    | Avv. Nicola Pesce           |                             | Comm. pref. |                             |

Fonti: Consiglio Regione Basilicata, N. Capaldo "La formazione delle maestre fra '800 e '900: la scuola Raffaella Settembrini di Lagonegro (1880-1925)", a cura di N. Capaldo "Scritti Storici aggiornati ed inediti di Giuseppe Guida", Archivio Storico Comunale Lagonegro Tit.XV, b. 18/19, f.19

### Il dopoguerra
| Periodo | Periodo   | Primo cittadino        | Partito                                              | Carica                  | Note |
| ------- | --------- | ---------------------- | ---------------------------------------------------- | ----------------------- | ---- |
| 1946    | 1952      | Giuseppe Guida         | Democrazia Cristiana                                 | Sindaco                 |      |
| 1952    | 1956      | Giuseppe Rossi         | Democrazia Cristiana                                 | Sindaco                 |      |
| 1956    | 1960      | Giuseppe Rossi         | Democrazia Cristiana                                 | Sindaco                 |      |
| 1960    | 1962      | Giuseppe Rossi         | Democrazia Cristiana                                 | Sindaco                 |      |
| 1962    | 1964      | Mario Picardi          | Democrazia Cristiana                                 | Sindaco                 |      |
| 1964    | 1970      | Mario Picardi          | Democrazia Cristiana                                 | Sindaco                 |      |
| 1970    | 1974      | Nicola Fortunato       | Democrazia Cristiana                                 | Sindaco                 |      |
| 1974    | 1975      | Francesco Rizzo        | Democrazia Cristiana                                 | Sindaco                 |      |
| 1975    | 1980      | Francesco Costanza     | Democrazia Cristiana                                 | Sindaco                 |      |
| 1980    | 1981      | Francesco Costanza     | Democrazia Cristiana                                 | Sindaco                 |      |
| 1981    | 1981      | Paolo Pecoriello       |                                                      | Sindaco f.f.            |      |
| 1981    | 1985      | Francesco Rizzo        | Democrazia Cristiana                                 | Sindaco                 |      |
| 1985    | 1986      | Pietro Guida           |                                                      | Sindaco                 |      |
| 1986    | 1987      | Rocco Manzi            |                                                      | Commissario Prefettizio |      |
| 1987    | 1989      | Rosario Picardi        | Democrazia Cristiana                                 | Sindaco                 |      |
| 1989    | 1990      | Aldo Tallarico         |                                                      | Sindaco f.f.            |      |
| 1990    | 1990      | Paolo Pecoriello       |                                                      | Sindaco f.f.            |      |
| 1990    | 1992      | Aldo Tallarico         |                                                      | Sindaco                 |      |
| 1992    | 1997      | Giuseppe Cascone       | Democrazia Cristiana                                 | Sindaco                 |      |
| 1997    | 2000      | Domenico Carlomagno    | Polo per le Libertà (FI-AN, CCD, CDU)                | Sindaco                 |      |
| 2000    | 2001      | Maria Raffaella Laraia |                                                      | Commissario prefettizio |      |
| 2001    | 2006      | Francesco Costanza     | (Lista civica) (L'Ulivo) (PDS, PPI, UD, FdV, RI, SI) | Sindaco                 |      |
| 2006    | 2011      | Domenico Mitidieri     | (Lista civica) (L'Unione)                            | Sindaco                 |      |
| 2011    | 2016      | Domenico Mitidieri     | (Lista civica) (PD–SEL–IdV)                          | Sindaco                 |      |
| 2016    | 2019      | Pasquale Mitidieri     | (Lista civica) (PD–MDP–Civiche)                      | Sindaco                 |      |
| 2019    | 2020      | Maria Rita Cocciufa    |                                                      | Commissario prefettizio |      |
| 2020    | 2020      | Francesco Mauceri      |                                                      | Commissario prefettizio |      |
| 2020    | 2022      | Maria Di Lascio        | (Lista civica)                                       | Sindaco                 |      |
| 2022    | 2023      | Gerardo Quaranta       |                                                      | Commissario prefettizio |      |
| 2023    | In carica | Salvatore Falabella    | (Lista civica) (PD)                                  | Sindaco                 |      |

### Gemellaggi
- Chacabuco

## Sport
La squadra di calcio è l'A.S.D. Lagonegro 1929 che milita attualmente in Promozione Basilicata girone unico. Nella prossima stagione il Lagonegro parteciperà all’Eccellenza Basilicata 2025/2026.
In passato il Lagonegro ha disputato il campionato di Lega Nazionale Dilettanti (stagione 1997/1998) ed è stato detentore della Coppa Italia Dilettanti Basilicata nella stagione 2017/2018.
Nella pallavolo è presente la Rinascita Volley '78 Lagonegro che milita in Serie A3
Lagonegro è stata più volte arrivo di tappa del Giro d'Italia: 1995, 1999, 2008.